# Kloosterkerk (La Haya)
La Kloosterkerk (o Iglesia del Claustro) es una iglesia situada en el Lange Voorhout de La Haya (Países Bajos). La iglesia y el monasterio que la acompaña se construyeron por primera vez en 1397-1403. La iglesia es conocida hoy en día como la iglesia a la que Beatriz de Holanda acudía ocasionalmente.

## Historia
Los orígenes del monasterio y la iglesia originales que ocupaban este lugar se encuentran en la Orden de los Dominicos. Las reformas llevadas a cabo por Raimundo de Capua, trajeron un renovado crecimiento a la orden, y es alrededor de esta época, en 1397, cuando se construyó por primera vez un monasterio e iglesia para los dominicos en La Haya.

### Corte de Alberto de Baviera
La corte de Alberto de Baviera (1336-1404) y su segunda esposa, Margarita de Cleves (hacia 1375-1412), estableció un nuevo y próspero centro artístico en La Haya. Algunos de los objetos artísticos que se conocen de este periodo son un importante manuscrito iluminado, las Horas de Margarita de Cleves, encargado entre 1395-1400, y la Biblia pauperum, visualmente similar. Desde diciembre de 1399, Dirc van Delf (aprox. 1365-aprox. 1404) estuvo en la corte del duque Alberto de Baviera en La Haya. Allí tuvo la función de capellán de la corte, pero también dio clases en universidades alemanas, como Colonia y Erfurt.

### La arquitectura primitiva
En 1420 un incendio arrasó el monasterio, pero no se registran renovaciones serias hasta que se añadió el transepto sur de la iglesia a principios del siglo XVI. La iglesia se amplió en torno a 1540 con una nave ampliada y capillas laterales. La nave central con bóveda de cañón tiene 20 metros de altura y 11,5 metros de ancho. El espacio de culto se convirtió en una iglesia de peregrinación, que la gente podía visitar, mientras se celebraban los servicios en la nave central. En esta época la iglesia también estaba dedicada a San Vicente, misionero dominico valenciano que fue canonizado el 3 de junio de 1455 por el Papa Calixto III.

### Reforma protestante
Fue despojada de las decoraciones católicas durante la "beeldenstorm" (iconoclasia de 1566). Algunos frailes siguieron viviendo durante unos años más, pero en 1574 se marcharon los últimos. En 1583 se demolió la mayor parte del monasterio. La iglesia permaneció, pero al haber estado abandonada durante 12 años, el edificio se había deteriorado y algunos sugirieron su demolición. En 1588, una compañía de caballería que buscaba refugio se instaló en la antigua iglesia. Al año siguiente, la nave y el coro se convirtieron en una fundición de cañones para los Estados de Holanda y Frisia Occidental. El coro se utilizó como fundición y la nave sirvió de almacén de municiones, estando ambas separadas por un muro. El 3 de noviembre de 1690, la munición almacenada en la nave explotó dejando sólo una pared del monasterio.

### La iglesia protestante primitiva
Una parte del edificio volvió a convertirse en iglesia en 1617, después de que los contraremonstrantes lograran "okuparlo". La Iglesia Protestante de los Países Bajos se había dividido entre los remonstrantes y los contrarremonstrantes a causa del arminianismo. La Grote Kerk de La Haya estaba en manos del partido remonstrante, dirigido por el ministro Johannes Wtenbogaert y apoyado por el estadista Johan van Oldenbarneveldt. Los contraremonstrantes, dirigidos por el ministro suspendido Henricus Roseaus, tomaron posesión de la Kloosterkerk y comenzaron sus propios servicios de predicación allí en julio de 1617. Ese mismo mes, Mauricio de Nassau, príncipe de Orange, demostró su apoyo a los contrarrevolucionarios (y su oposición a Van Oldenbarneveldt) asistiendo a uno de sus servicios. Van Oldenbarneveldt fue arrestado en 1618 y ejecutado un año después. Los remonstrantes fueron expulsados de sus iglesias, pero la Kloosterkerk siguió funcionando como segunda iglesia de la ciudad junto a la Grote Kerk. Durante los siglos siguientes, la iglesia se utilizó para el culto reformista holandés, con el púlpito apoyado en la pared norte.
En 1620 se añadió a la torre un reloj mecánico, fabricado por Huyck Hopcoper. A lo largo del siglo XVII, el entierro de personas en la iglesia trajo consigo dinero. La mayoría de las paredes y columnas estaban cubiertas con placas heráldicas, y las tumbas predominaban en el coro. En el coro se encontró un ataúd de plomo con los restos embalsamados de la fundadora del monasterio, Margarita de Cleves.

### ElsigloXX: restauración y renovación
A finales del siglo XIX, el consistorio (consejo eclesiástico) de la Iglesia Reformada Holandesa de La Haya dividió la ciudad en varios barrios. Cada barrio estaba asignado a uno de los ministros de la ciudad, que era responsable de la atención pastoral de los miembros de la Iglesia que vivían dentro de los límites del barrio. El Kloosterkerk estaba en el distrito XI, que iba desde el Lange Voorhout hasta el límite oriental de la ciudad. Durante 34 años (1894-1928), el ministro de barrio fue Willem Leonard Welter (1849-1940), que también fue capellán de la corte de 1919 a 1928.
Los ministros de la ciudad siguieron predicando en todas las iglesias por turno. En 1911 se celebró el primer servicio litúrgico de la Iglesia Reformada Holandesa en la Kloosterkerk bajo la dirección de Jan Hendrik Gerretsen (1867-1923), colega de Welter, pero los servicios se suspendieron en 1912 debido al estado ruinoso y peligroso del edificio. Se propuso la demolición de la iglesia y la venta del solar para liberar fondos para la construcción de una nueva iglesia en la zona de Duinoord de la ciudad. Después de recibir fuertes objeciones, el consistorio aceptó financiar la restauración del edificio y los servicios se reanudaron en 1914.
El ministro del distrito XI de 1929 a 1939 fue Simon van Dorp (1880-1963), que pertenecía a la Asociación Reformada conservadora de la Iglesia Reformada Holandesa. Fundó la sociedad "Kloosterkerk-Benoordenhout" para apoyar las actividades eclesiásticas en su distrito y abrió la sala de la iglesia "Elim" como base para la sociedad. Entre las actividades que se llevaban a cabo en Elim figuraban una escuela dominical, clases de catecismo y conferencias bíblicas. Van Dorp se jubiló anticipadamente a finales de 1939. El consistorio decidió dividir el barrio XI entre dos barrios adyacentes y redistribuir la plaza ministerial vacante a otra parte de la ciudad. La Kloosterkerk dejó de ser una iglesia de barrio y la sociedad de barrio se convirtió en una sociedad de toda la ciudad para los miembros de la Asociación Reformada, que seguía teniendo su sede en Elim pero que no estaba vinculada a la Kloosterkerk. La ocupación de los Países Bajos por parte de las fuerzas alemanas en mayo de 1940 supuso una nueva interrupción y no se celebraron servicios en la Kloosterkerk durante los meses de invierno de 1940/41 y 1941/42.
En 1942, la congregación de la Duinoordkerk se vio obligada a buscar otro edificio; su iglesia había sido demolida por orden de los alemanes ocupantes. La Kloosterkerk se puso a su disposición, al principio de forma temporal, pero cuando pareció que la construcción de una nueva iglesia sería imposible, se permitió a la congregación establecerse allí de forma permanente. En 1952, el ministro de la Duinoordkerk, Johannes Arnoldus Kwint (1900-63), fue transferido a la lista de ministros de la ciudad y se le asignó la responsabilidad especial de la Kloosterkerk. Entre 1952 y 1957, la iglesia se renovó a fondo y se eliminó el muro entre la nave y el coro. El mobiliario y las obras de arte que se habían salvado de la demolición de la Duinoordkerk y se habían almacenado en el Palacio de la Paz se colocaron en la Kloosterkerk, entre ellos
- el púlpito de roble (c. 1700) con tallas flamencas que muestran a los Cuatro Evangelistas
- una vidriera que representa a los doce apóstoles, obra de Lou Asperslagh (1893-1949)
- el mosaico 'La Última Cena' de 1925 de Johan Thorn Prikker (1868-1932).

Los rosetones del techo se atribuyen a Gerhard Jansen (1868-1956). En 1966 se instaló un órgano del constructor de órganos danés Marcussen.

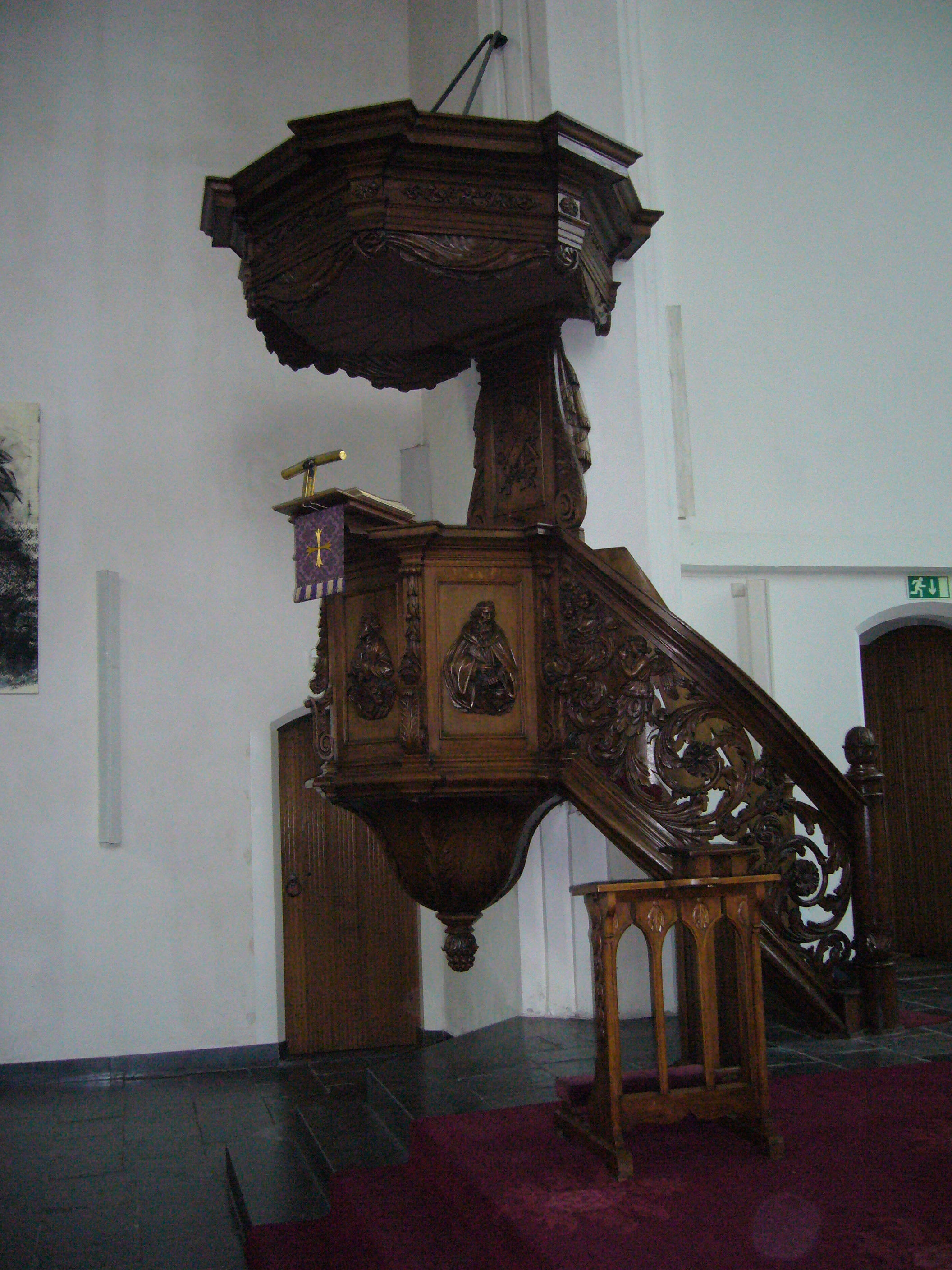
Púlpito
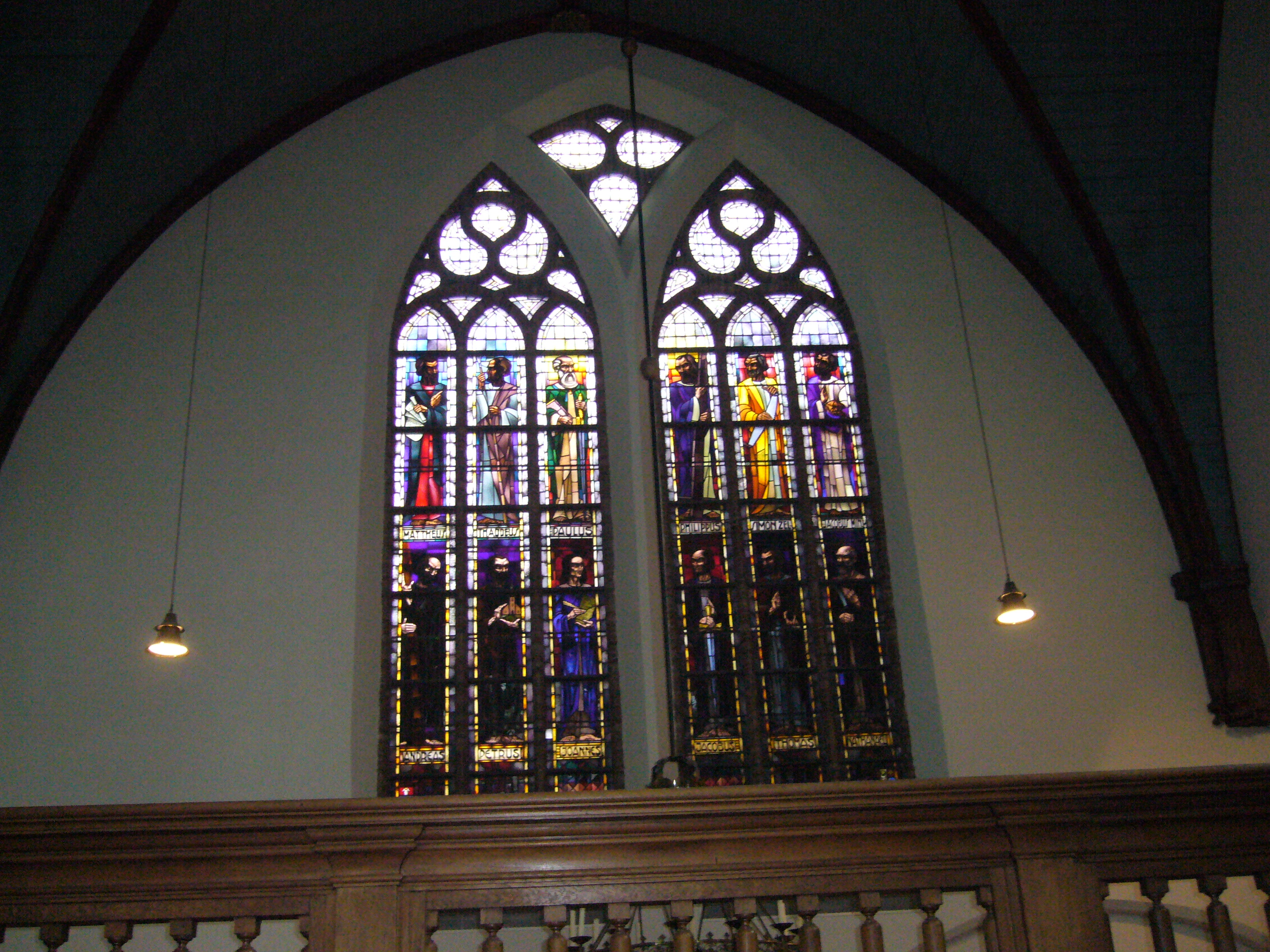
Capilla de los Apóstoles
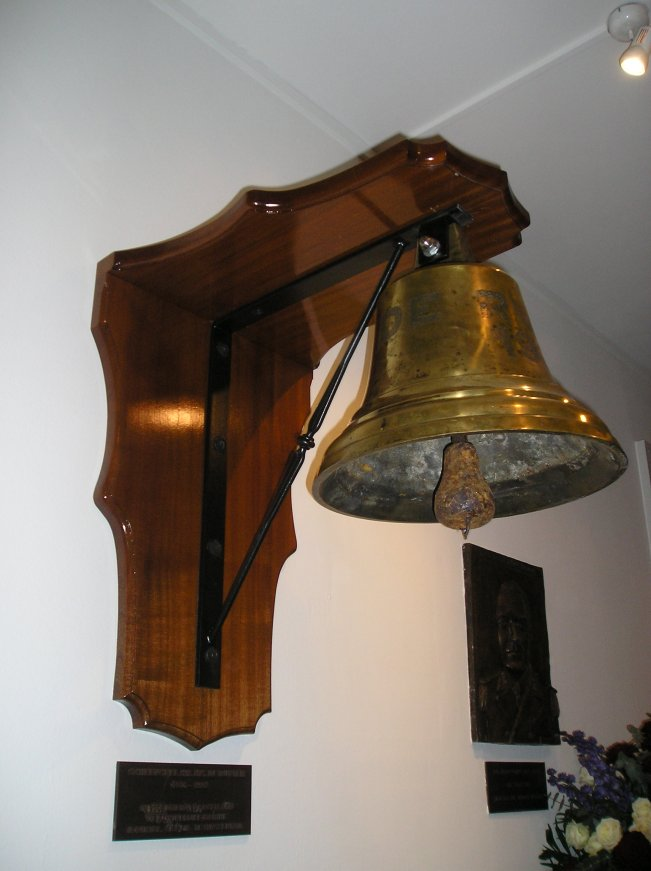
La campana del De Ruyter, hundida en la batalla del mar de Java, ahora en el pórtico de la iglesia.
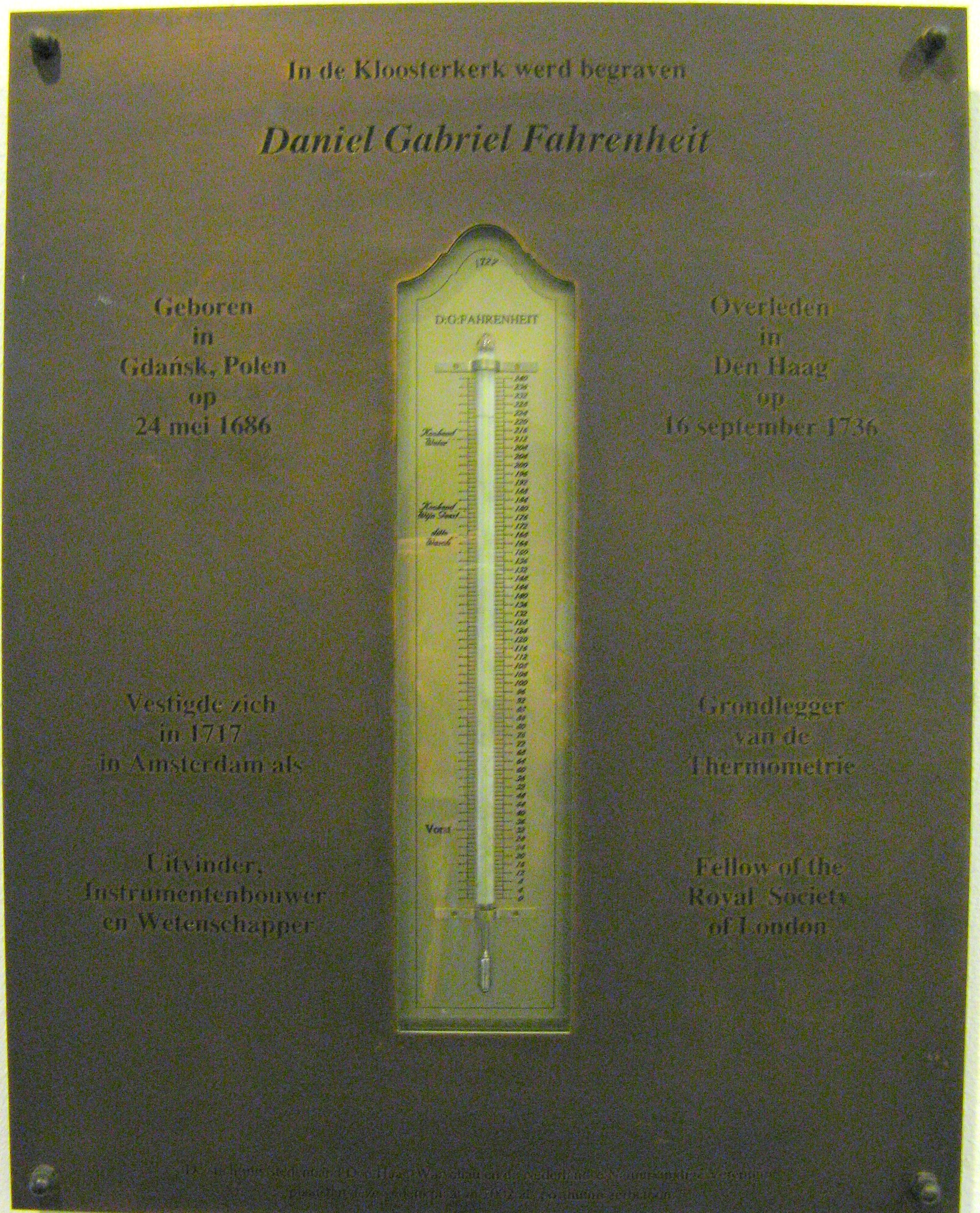
Placa conmemorativa del cementerio de Daniel Gabriel Fahrenheit en el pórtico de la iglesia.

## Acontecimientos notables
- La boda del príncipe Federico Enrique y Amalia de Solms-Braunfels tuvo lugar en la Kloosterkerk en 1625.
- En 1646, la condesa Louise Henriette de Nassau, la hija mayor de Federico Enrique príncipe de Orange, se casó con Federico Guillermo I, elector de Brandeburgo.
- En 1647, Jorge Federico, príncipe de Nassau-Siegen, se casó con Mauritia Eleonora de Portugal .
- En 1657 Enrique Casimiro II, Príncipe de Nassau-Dietz fue bautizado en esta iglesia.
- Guillermo III de Inglaterra entró en la Kloosterkerk en 1691 después de haber sido coronado rey.
- En 1795, cuando los ejércitos franceses entraron en La Haya, se estableció un comité y se reunió dentro de los muros de la iglesia donde planeaban reemplazar a la familia del Estatuder que se había ido a Inglaterra.
- En 1813, un regimiento de tropas del ejército cosaco se alojó temporalmente en la iglesia.
- La reina Guillermina, de 16 años, comulgó por primera vez en 1896. El día anterior había sido confirmada como miembro de la Iglesia Reformada Holandesa en el Palacio Noordeinde.
- En 1997, el rey Guillermo-Alejandro se confesó en esta iglesia.
- La princesa Ariadna de Holanda fue bautizada en esta iglesia en 2007.

## Entierros notables
- Margarita de Cleves, esposa de Alberto de Baviera.
- Juan III "el Despiadado", duque de Baviera y conde de Holanda y Henao.
- En esta iglesia fueron enterrados varios hijos de Federico V del Palatinado y Isabel Estuardo, que vivían exiliados en La Haya.
- El poeta y estadista Jacob Cats fue enterrado en la Kloosterkerk en 1660 y todavía hoy tiene un monumento conmemorativo contra un pilar dentro de la iglesia.
- Pieter Post, arquitecto, pintor y grabador holandés del Siglo de Oro.
- Joris van der Haagen, pintor holandés del Siglo de Oro.
- Adriaen Hanneman, otro pintor holandés del Siglo de Oro.
- Federico Nassau de Zuylestein (enterrado en 1673), general de infantería, hijo ilegítimo de Federico Enrique, príncipe de Orange .
- Rijcklof van Goens, gobernador general de las Indias Orientales Holandesas .
- Daniel Gabriel Fahrenheit, para quien en 2002 el embajador polaco descubrió una placa conmemorativa de bronce.

## La iglesia actualmente
En la actualidad, la Kloosterkerk alberga una enérgica congregación protestante. Cada último domingo del mes se celebra un servicio de cantata en colaboración con la Orquesta Bach Residencial y la Orquesta de Cámara Residencial o el Coro Bach Residencial. Los solistas, el coro y la orquesta son dirigidos por Jos Vermunt. Cada primer, tercer y quinto miércoles del mes se celebra un concierto a la hora del almuerzo a cargo de la Stichting Kunstcentrum Kloosterkerk.